# Alphen-Chaam
Alphen-Chaam [ˌɑlfəˈχaːm] (anhörenⓘ) ist eine Gemeinde in den Kempen in der niederländischen Provinz Noord-Brabant. 

## Gliederung
Die Gemeinde besteht aus den Dörfern Alphen als Sitz der Gemeindeverwaltung und Chaam mit etwa 4415 bzw. 4255 Einwohnern. Das drittgrößte Dorf mit etwa 1080 Einwohnern heißt Galder.
Alphen-Boshoven, Bavel (teilweise, siehe auch: Breda)  Druisdijk, Geersbroek, Ginderdoor, Grazen, Heerstaaien, Heikant, Het Sas, Hondseind, Houtgoor, Kalishoek, Klooster, Kwaalburg, Leg, Looneind, Meijsberg, Notsel, Rakens, Snijders-Chaam, Strijbeek, Terover, Ulvenhout (teilweise, siehe auch: Breda), Venweg und ’t Zand. Alle diese Ortschaften – im Brabanter Dialekt: Herdgangen – haben weniger als 350 Einwohner, einige bestehen nur aus 5 bis 10 Bauernhöfen.

## Lage und Wirtschaft
Größere Städte in der Nähe sind Breda (die nordwestliche Nachbarstadt), Tilburg (die nordöstliche Nachbarstadt) und Turnhout (Belgien).
In den Dörfern leben viele Pendler, die in Breda oder Tilburg arbeiten. Der Tourismus (die Gemeinde besitzt viel Wald und es gibt mehrere Campingplätze, davon einige mit Schwimmbad) ist die Haupteinnahmequelle der örtlichen Wirtschaft, obwohl auch die Landwirtschaft nicht ohne Bedeutung ist. Jedes Jahr, zwei Tage nach dem Ende der Tour de France, findet in Chaam  das traditionsreiche, volksfestartige Radrennen De Acht van Chaam statt. Es ist das wichtigste regelmäßige Ereignis in der Gemeinde.

## Politik
Bei der letzten Kommunalwahl im März 2018 konnten die Christdemokraten der CDA die Wahl mit einem Vorsprung von 12 Stimmen auf die zweitstärkste Partei, die Gemeenschapsbelangen Alphen, für sich entscheiden. Jene bilden in der Legislaturperiode 2018–2022 eine Koalition mit allen im Gemeinderat vertretenen Parteien, eine sogenannte Allparteienregierung.

### Gemeinderat
Der Gemeinderat wird seit der Gründung von Alphen-Chaam im Jahr 1997 folgendermaßen gebildet:
| Partei                                        | Sitze | Sitze | Sitze | Sitze | Sitze | Sitze | Sitze | Sitze |
| Partei                                        | 1996  | 1999  | 2002  | 2006  | 2010  | 2014  | 2018  | 2022  |
| --------------------------------------------- | ----- | ----- | ----- | ----- | ----- | ----- | ----- | ----- |
| Gemeenschapsbelangen Alphen                   | 4     | 5     | 4     | 3     | 5     | 4     | 4     | 4     |
| Gemeentebelangen Samenwerkingsverband         | 4     | 4     | 4     | 2     | 2     | 3     | 4     | 4     |
| CDA                                           | 3     | 2     | 3     | 4     | 4     | 4     | 4     | 3     |
| VVD                                           | 1     | 1     | 1     | 1     | 1     | 1     | 2     | 2     |
| Gemeentebelangen Galder, Strijbeek, Ulvenhout | 1     | 1     | 1     | 1     | 1     | 1     | 1     | 1     |
| D66                                           | –     | –     | –     | –     | –     | –     | –     | 1     |
| Lijst-6                                       | –     | –     | –     | 2     | 0     | –     | –     | –     |
| Gesamt                                        | 13    | 13    | 13    | 13    | 13    | 13    | 15    | 15    |

### Kollegium von Bürgermeister und Beigeordneten
Folgende Personen gehören zum College van burgemeester en wethouders der Gemeinde Alphen-Chaam:
Bürgermeisterin
- Lieke Schuitmaker (VVD; Amtsantritt: 11. Januar 2023)[1]

Beigeordnete
- Ton Braspenning (CDA)
- Erik Wilmsen (Gemeenschapsbelangen Alphen)
- Frank van Raak (Gemeentebelangen Samenwerkingsverband)

Gemeindesekretärin
- Esther Delissen

## Bilder

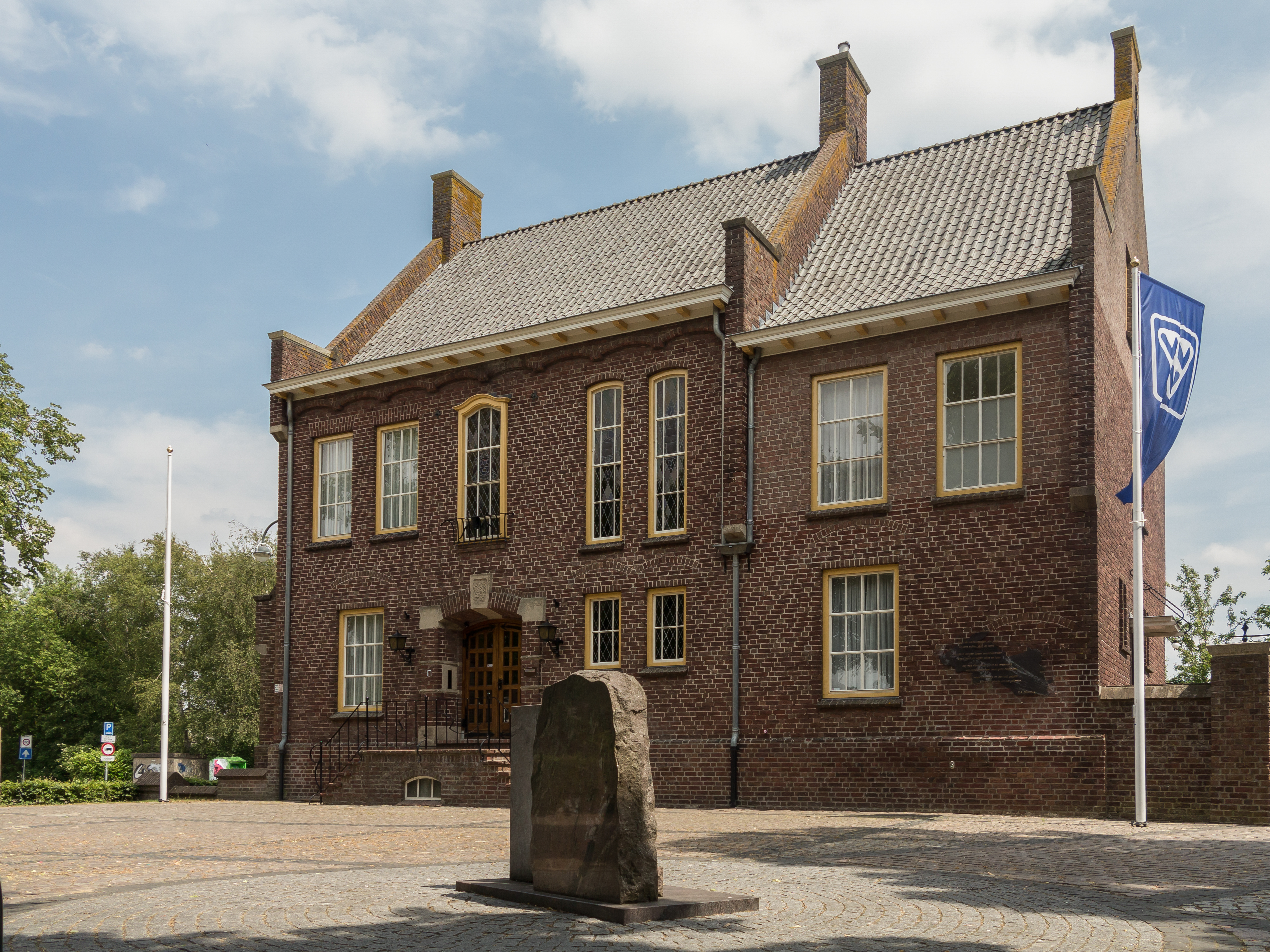
Chaam, ehemaliges Rathaus
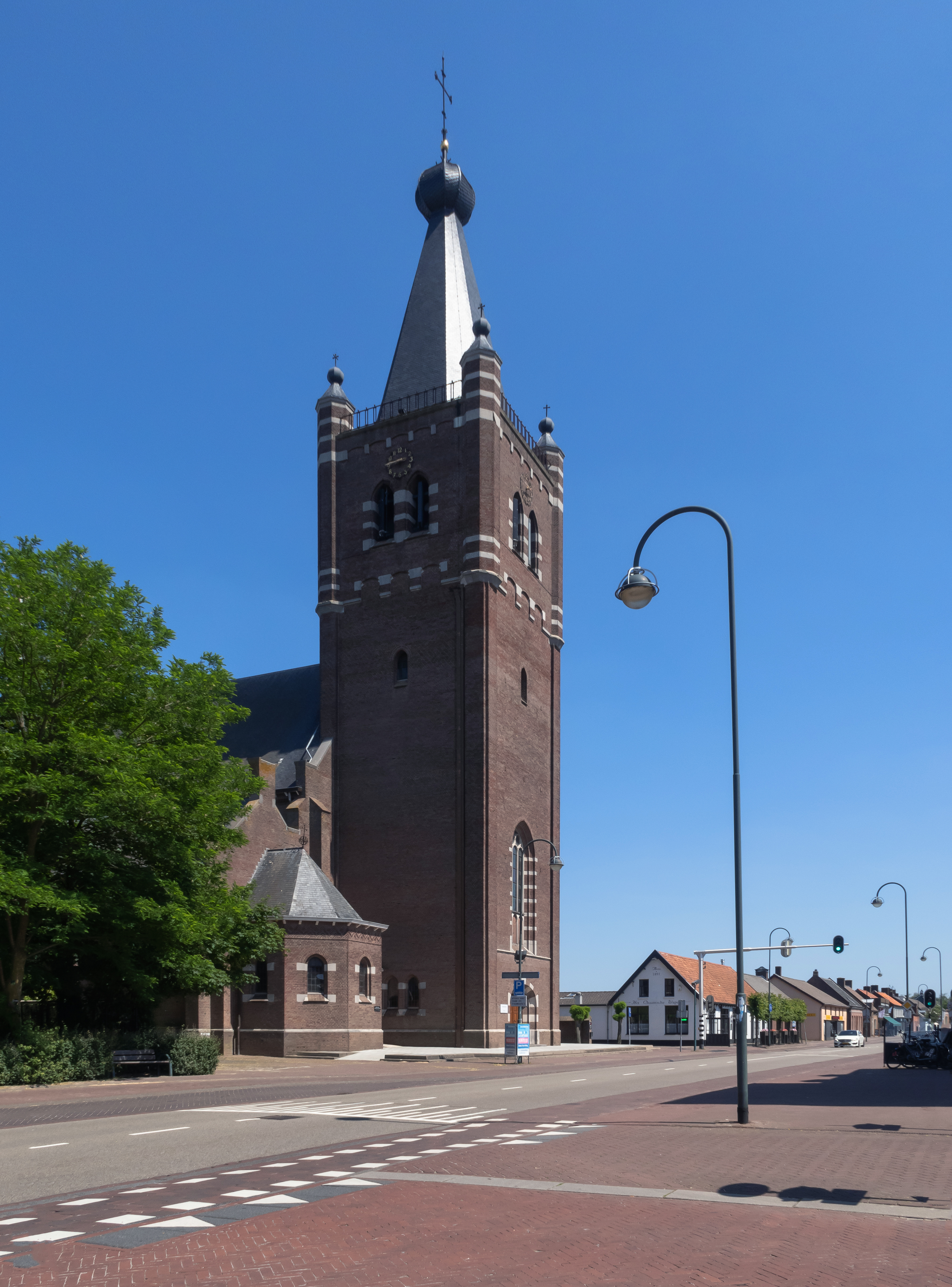
Chaam, katholische Kirche: de kerk van de Sint Antonius Abt
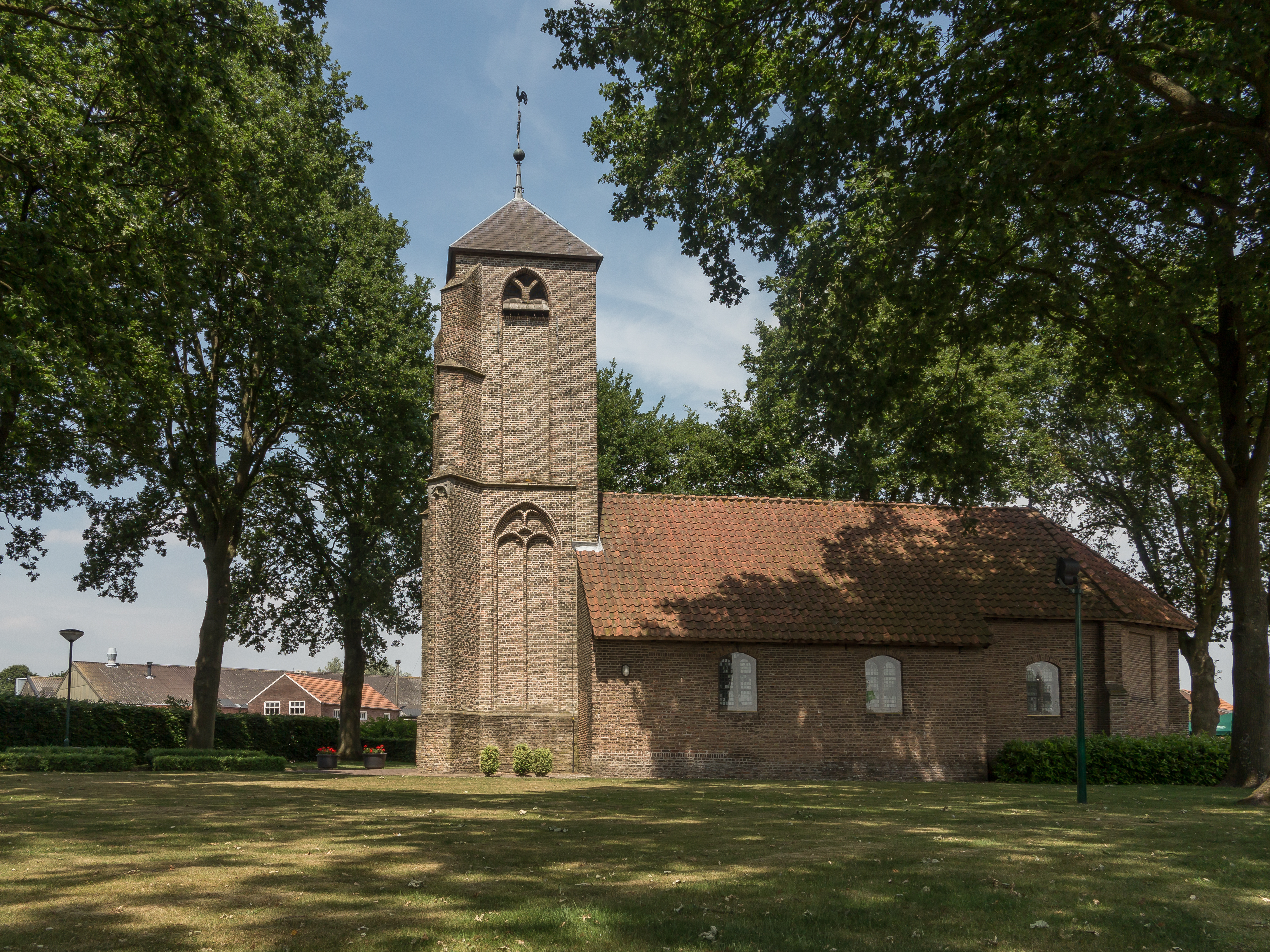
Galder, Kapelle: de Sint Jacobskapel
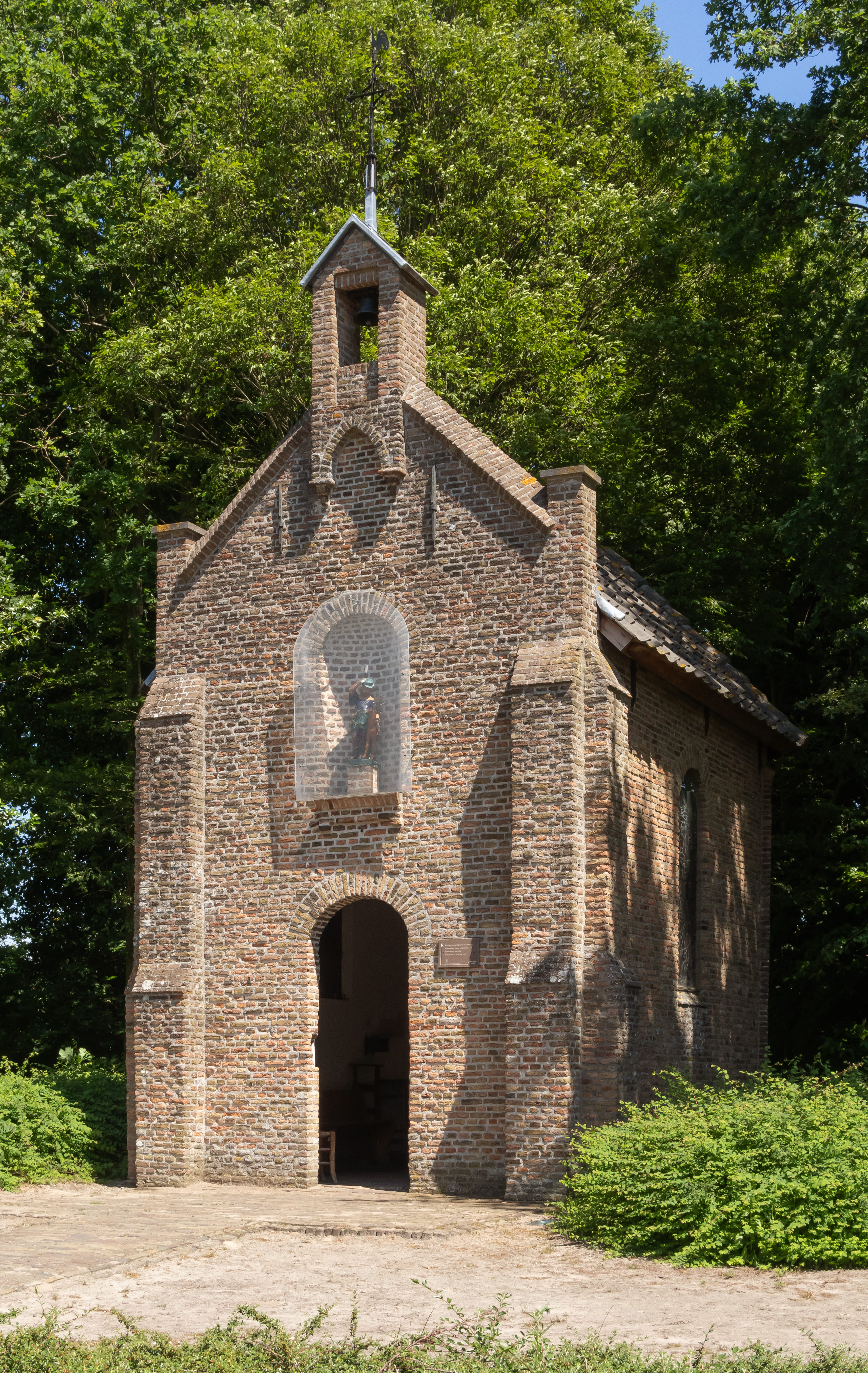
Strijbeek, Kapelle: Sint-Hubertuskapel